# Катенде, Кеннеди
Ке́ннеди Кате́нде (англ. Kennedy Katende; 15 марта 1985, Кампала) — угандийский боксёр. Участник Олимпийских игр 2008 и 2016 годов.

## Биография
На Олимпиаде 2008 года выступал за Швецию, проиграл по очкам в 1/16 финала россиянину Артуру Бетербиеву. На Играх в Рио-же-Жанейро участвовал в составе Уганды и так же проиграл в 1/16 техническим нокаутом британцу Джошуа Буатси.
По состоянию на 17 февраля 2016 года занимает 20-е место в рейтинге AIBA с 350 очками. 